# Псебай
Псеба́й — посёлок городского типа в Мостовском районе Краснодарского края. Административный центр муниципального образования «Псебайское городское поселение».
Популярный базовый пункт для пешеходного туризма и велотуризма.

## География

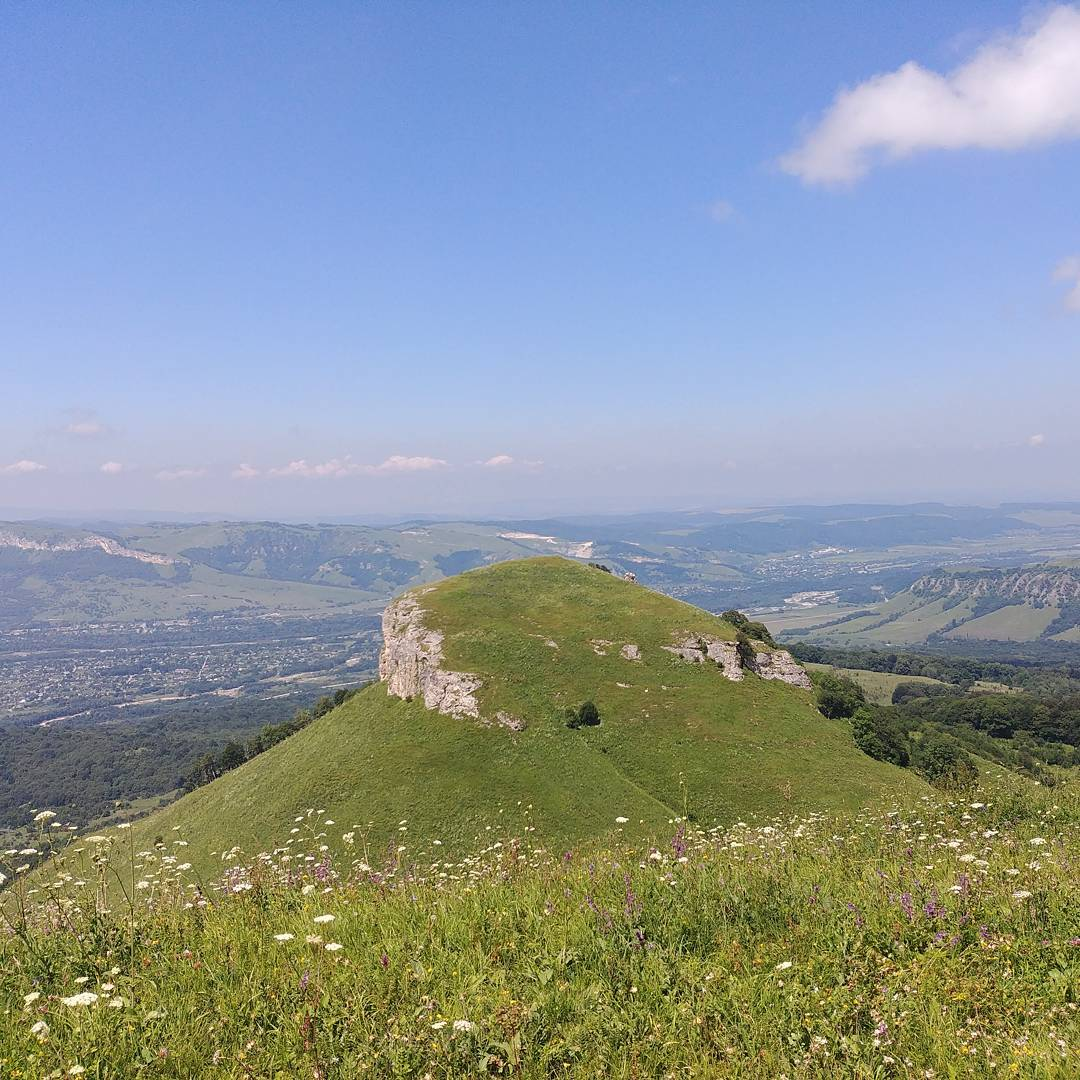
Вид на Псебай со смотровой площадки

Посёлок расположен на левом берегу реки Малая Лаба, по горной долине которой растянулся на 12 км. Находится на противоположном берегу — станица Андрюки, в 27 км к югу от районного центра — Мостовской и в 230 км к юго-востоку от города Краснодар.
Является конечной станцией железнодорожной ветки от города Курганинск. Узкоколейная железная дорога следовавшая в село Курджиново была закрыта в 1980-х годах.
Ближайшие населённые пункты — на севере Шедок, Андрюки на востоке, Солёное на юго-востоке и Перевалка на юге.

### Климат
Климат мягкий умеренный, с тёплым летом и мягкой зимой. Среднегодовая температура воздуха положительная и составляет около 12,0°С. Среднемесячная температура воздуха в июле достигает +20,5°С. Среднемесячная температура января составляет около 3°С. Среднегодовое количество осадков составляет около 1000 мм. Основная часть осадков выпадает в весенний период.
| Показатель                    | Янв.  | Фев.  | Март  | Апр. | Май  | Июнь | Июль | Авг. | Сен. | Окт. | Нояб. | Дек. | Год   |
| ----------------------------- | ----- | ----- | ----- | ---- | ---- | ---- | ---- | ---- | ---- | ---- | ----- | ---- | ----- |
| Абсолютный максимум, °C       | 18,1  | 21,5  | 25,2  | 28,2 | 30,5 | 32,7 | 37,3 | 35,3 | 36,1 | 29,1 | 27,7  | 24,7 | 37,3  |
| Средний суточный максимум, °C | 6     | 7     | 10    | 16   | 19   | 22   | 25   | 25   | 22   | 18   | 13    | 8    | 15,3  |
| Средняя температура, °C       | 3     | 3,5   | 6,5   | 12   | 15   | 18   | 21   | 21   | 17,5 | 14   | 9,5   | 5    | 11,9  |
| Средний суточный минимум, °C  | 0     | 0     | 3     | 8    | 11   | 14   | 17   | 17   | 13   | 10   | 6     | 2    | 8,4   |
| Абсолютный минимум, °C        | −27,8 | −28,7 | −18,8 | −9,3 | 1,2  | 4,8  | 5,6  | 5,3  | −4,4 | −9,5 | −16,6 | −27  | −27,8 |
| Норма осадков, мм             | 48    | 53    | 93    | 138  | 170  | 142  | 68   | 68   | 87   | 84   | 62    | 48   | 1061  |
| Источник: Погода и климат     |       |       |       |      |      |      |      |      |      |      |       |      |       |

## Этимология
Название этого посёлка переводится с адыгейского языка как «многоводие» или «край, богатый реками (водами)», где адыг. псы — «вода» или «река», и адыг. бай — «богатый». С этим же названием связано название Псебайка — рукав реки Малой Лабы. Другое адыгское название местности (адыг. Къужъыб) происходит от адыг. къужъы — «груша» и адыг. бэ — «много».

## История
Посёлок основан на месте адыгского селения адыг. Къужъы́б (древнее название), или адыг. Псыбай, которое было разгромлено в 1856 году в ходе Кавказской войны.
Историк Ф. А. Щербина пишет: «В 1856 году войска в пределах Новой линии ограничивались исправной строевой службой на линии, проведением дорог, устройством укреплений Шедокского и заложением укрепления Псебайского». По данным А. В. Твёрдого, это произошло в 1862 году.
Посёлок Псебайский при одноимённом военном укреплении был основан на берегу реки Псебайки (рукав реки Малая Лаба), который впоследствии был расширен при строительстве канала через населённый пункт.
К 1862 году в поселение Псебайский прибыли казачьи семейства из станицы Новопокровской. Солдатам, воевавшим на Новой линии укреплений, разрешили привести свои семьи из центральных губерний Российской империи.
Первоначально посёлок был невелик и состоял всего из 34—35 дворов. Улица была одна и называлась — Бульвар. Она тянулась от церкви до школы. В начале 1870-х годов в Псебае стояло управление 75-го пехотного Севастопольского полка, входившего в 19-ю пехотную дивизию со штабом в Ставрополе; батальоны которого квартировали по окрестным станицам (Губская, Отважная, Переправная, Андрюковская).
В 1873 году поселок был преобразован в казачью станицу — Псебайская. В 1881 году в станице Псебайской был 281 двор, 14 000 десятин земли, 302 мужчины-казака и 319 женщин-казачек, 476 мужчин и 465 женщин из иногородних. В станице работали 4 мельницы, 3 кузницы, 10 лавок. Было одно народное училище. Жители в основном занимались деревообработкой. Лес принадлежал казне и беспорядочная рубка строжайше запрещалась.

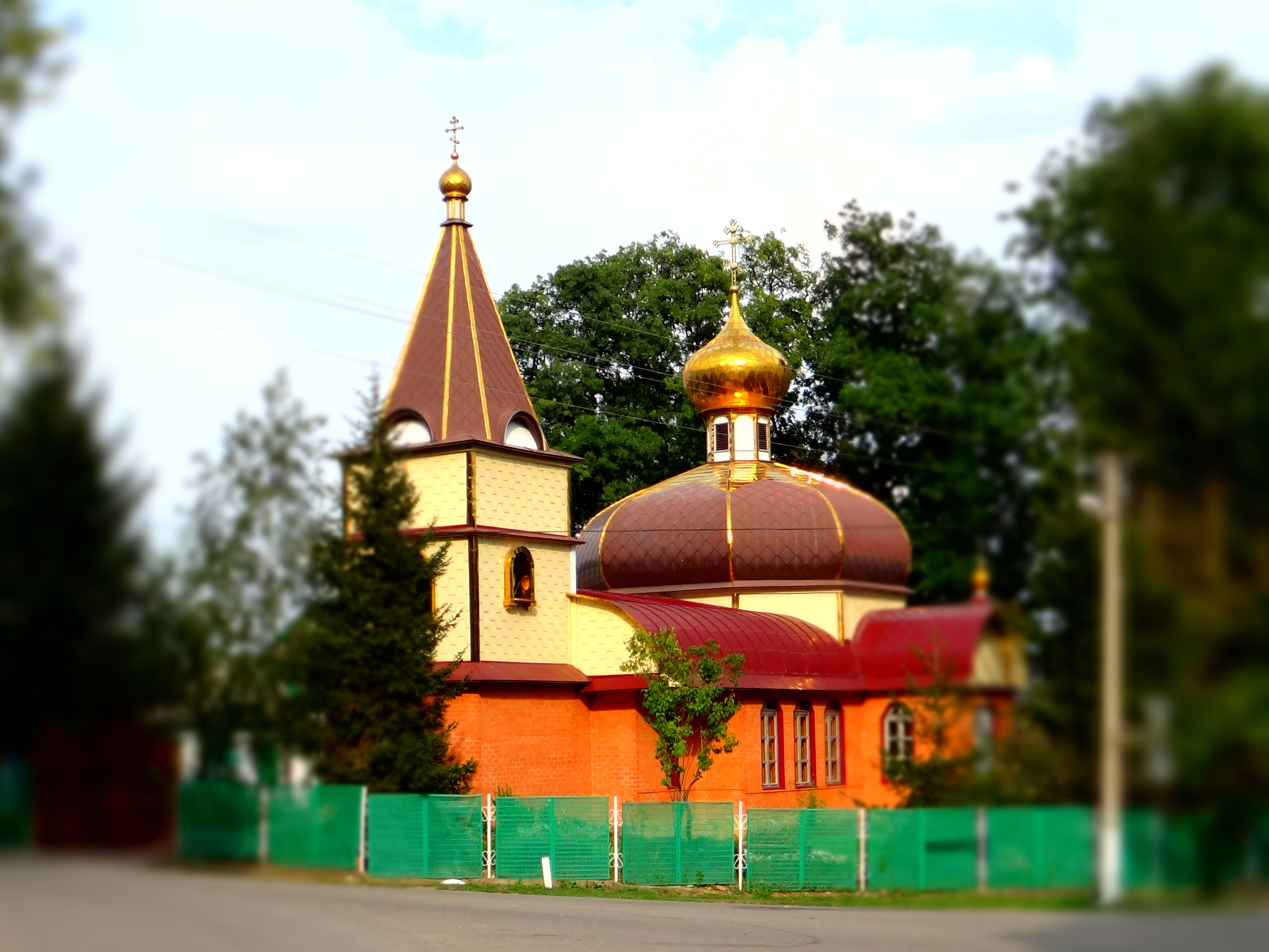
Святопреображенская церковь (1858)

В 1894 году Император Николай II издал указ, по которому солдаты, прослужившие более 17 лет, вознаграждались наделом земли по 3 десятины на душу. К этому времени станица разрослась, и появилась необходимость в прокладке новых улиц. В результате произошло разделение станицы на две части: в одной жили казаки, в другой — солдаты (иногородние). Размежевание казаков и солдат произошло в 1890 году. В том же году казаками, не желавшими посещать общую церковь, была построена церковь Святого Михаила (ныне разрушенная).
В 1898 году в Псебайской была выстроена дача из 11 комнат для князя Сергея Михайловича Романова. В станицу он приезжал 2—3 раза в год для охоты на арендованном им огромном участке гор. С благословения Романова в станице возникли две школы: одна для иногородних, другая для казаков.
В 1910 году жители Псебая располагали 7557 десятинами земли, из них 2528 десятинами леса. Население составляло 6489 человек.
В 1938 году станица была преобразована в село Псебай. Статус рабочего посёлка — с 1958 года, когда село Псебай было объединено в один населённый пункт с посёлками Железнодорожный и Гипсовый Рудник. С 1944 по 1962 года Псебай являлся административным центром Псебайского района.

## Население
| 1939    | 1959    | 1970    | 1979    | 1989    | 2002    | 2010    |
| ------- | ------- | ------- | ------- | ------- | ------- | ------- |
| 5187    | ↗14 152 | ↘10 907 | ↘9879   | ↗11 207 | ↘11 031 | ↘10 839 |
| 2012    | 2013    | 2014    | 2015    | 2016    | 2017    | 2018    |
| ↘10 775 | ↘10 722 | ↘10 629 | ↘10 613 | ↗10 651 | ↘10 615 | ↘10 533 |
| 2019    | 2020    | 2021    | 2023    |         |         |         |
| ↘10 518 | ↘10 404 | ↗10 666 | ↘10 473 |         |         |         |

Национальный состав
По данным Всероссийской переписи населения 2010 года:
| Народ               | Численность, чел. | Доля от всего населения, % |
| ------------------- | ----------------- | -------------------------- |
| русские             | 10 277            | 94,82 %                    |
| украинцы            | 161               | 1,49 %                     |
| немцы               | 43                | 0,40 %                     |
| армяне              | 34                | 0,31 %                     |
| белорусы            | 33                | 0,30 %                     |
| адыги               | 29                | 0,27 %                     |
| татары              | 22                | 0,20 %                     |
| греки               | 22                | 0,20 %                     |
| другие / не указано | 218               | 2,01 %                     |
| всего               | 10 839            | 100 %                      |

## Экономика
- Производство стройматериалов — гипс (компания «Кубанский гипс — КНАУФ. Архивировано из оригинала 3 марта 2011 года.»)
- Заготовка древесины (бук)
- Туристическая база

## Спорт
Поселок Псебай является центром развития маунтинбайка (горного велосипеда) в Краснодарском крае и Южном федеральном округе. С 2011 года в п. Псебай проводится этап Кубка России по велоспорту-маунтинбайк в гонке кросс-кантри и один из туров чемпионата России гонки апхил.

## Достопримечательности
Через Псебай проходит Скалистый хребет, что обуславливает богатство карстовых форм — пещеры, арки, останцы. В интернете и на указателе название посёлка часто искажается (путём замены буквы «с» на «о») в шутку с целью придания неблагозвучности.

## Топографические карты
- Лист карты L-37-142 Псебай. Масштаб: 1 : 100 000. Состояние местности на 1983 год. Издание 1985 г.